# Erinaceus roumanicus
Erinaceus roumanicus é uma espécie de insetívoro da família Erinaceidae. Pode ser encontrado no centro e leste da Europa até a região central da Sibéria e ao sul até o Cáucaso, inclui a ilha de Creta.